# Евер Альварадо
Евер Альварадо (ісп. Éver Alvarado; нар. 30 листопада 1992, Ель-Негріто) — гондураський футболіст, захисник клубу «Олімпія».
Виступав, зокрема, за клуби «Реал Еспанью» та «Олімпію», а також національну збірну Гондурасу.

## Клубна кар'єра
У дорослому футболі дебютував 2010 року виступами за команду «Реал Еспанья», в якій провів чотири сезони. Дебютував на міжнародному рівні в матчі Ліги чемпіонів КОНКАКАФ 2011-12 проти «Ісідро Метапан» (1:2) 13 вересня 2011 року. 21 листопада 2012 році увійшов в історію, забивши 17000 гол в історії Національної ліги Гондурасу. 8 липня 2013 року він отримав травму хрестоподібних зв'язок, які тримали його поза футболом протягом восьми місяців, що означало різке падіння його кар'єри. В грудні того ж року його команда, без допомоги травмованого Альварадо, обіграла у фіналі за сумою двох матчів в серії пенальті «Реал Сосьєдад» і виграла Аепртуру 2013.
Своєю грою за цю команду привернув увагу представників тренерського штабу клубу «Олімпія», до складу якого приєднався 21 липня 2014 року. Відіграв за клуб з Тегусігальпи наступні два сезони своєї ігрової кар'єри. Під керівництвом Ектора Варгаса Альварадо швидко адаптувалися до схем тренера і в кінцевому підсумку став одним з найважливіших гравців клубу, вигравши з командою Клаусуру у 2015 та 2016 роках.
24 червня 2016 року підписав контракт зі «Спортінг» (Канзас-Сіті) з Major League Soccer, який викупив 80 % прав на гравця за 1 млн доларів. Його дебют в MLS відбувся 27 серпня в матчі «Філадельфії Юніон» (0:2). Проте закріпитись у команді не зумів і змушений був грати за фарм-клуб «Своуп Парк Рейнджерз» з United Soccer League, у складі якого став фіналістом турніру.
На початку 2017 року Евер повернувся до складу клубу «Олімпії». Відтоді встиг відіграти за клуб з Тегусігальпи 13 матчів в національному чемпіонаті.

## Виступи за збірну
У складі молодіжної збірної був учасником Молодіжного чемпіонату КОНКАКАФ 2011 року, де його команда дійшла до чвертьфіналу.
У наступному році Альварадо був викликаний на кваліфікаційний турнір КОНКАКАФ до Олімпійських ігор, де Гондурас став фіналістом і виграв кваліфікацію до Олімпійських ігор 2012 року, проте у фінальну заявку на турнір Евер включений не був.
2015 року дебютував в офіційних матчах у складі національної збірної Гондурасу.
У складі збірної був учасником розіграшу Золотого кубка КОНКАКАФ 2017 року у США.
Наразі провів у формі головної команди країни 15 матчів, забивши 1 гол.

## Досягнення
- Чемпіон Гондурасу: Апертура 2014, Клаусура 2015, Клаусура 2016
- Володар Кубка Гондурасу: 2015
- Переможець Центральноамериканського кубка: 2017